# Palpita hypomelas
Palpita hypomelas là một loài bướm đêm trong họ Crambidae.